# إجابة (قانون)
في القانون كانت الإجابة في الأصل تأكيداً رسمياً معارضاً لشخص ما أو شيء ما، وبالتالي بشكل عام هو أي بيان مضاد أو دفاع أو رد على سؤال أو اعتراض أو حل صحيح لمشكلة.
في القانون العام، الجواب هو أول مرافعة للمدعى عليه وعادة ما يتم تقديمه إلى المدعي في غضون فترة زمنية محددة صارمة بعد تقديم شكوى مدنية أو معلومات جنائية أو لائحة اتهام على المدعى عليه. ربما يكون قد سبقها اقتراح اختياري «للإجابة المسبقة» للرفض أو الاعتراض إذا كان مثل هذا الاقتراح غير ناجح يجب على المدعى عليه تقديم الشكوى أو المخاطرة بحكم تقصير معيب.
في القضية الجنائية عادة ما يكون هناك محاكمة أو نوع آخر من ظهور المدعى عليه قبل المحكمة. المرافعة في القضية الجنائية يتم تسجيلها في المحضر بجلسة علنية مفتوحة وتظهر إما يكون مذنب أو غير مذنب. بشكل عام بالقضايا المدنية الخاصة، لا يوجد اعتراف بالذنب أو البراءة. لايوجد سوى حكم يمنح تعويضات مالية أو نوع آخر من الإنصاف العادل مثل رد الحق أو أمر قضائي دائم. قد تؤدي القضايا الجنائية إلى غرامات مالية أو عقوبات أخرى مثل السجن. 
كانت ردود الفعل اللاتينية الشهيرة (إجابات المتعلمين) هي الآراء المتراكمة للعديد من الأجيال المتعاقبة من المحامين الرومان وهي هيئة للرأي القانوني وأصبحت تدريجياً موثوقة.
خلال نقاشات ذات الطبيعة الخلافية لوحظ الانحراف المعروف بالعامية باسم «تغيير الموضوع» ع نطاق واسع وغالباً ما ينظر إليه على أنه الفشل في الإجابة على السؤال.